# Manuel Rico Rego

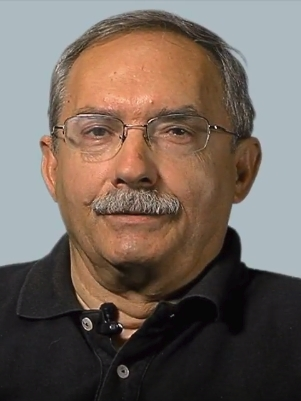
Manuel Rico Rego (2017)

Manuel Rico Rego (* 27. Oktober 1952 in Madrid) ist ein spanischer Dichter, Erzähler und Literaturkritiker.

## Biografie
Manuel Rico Rego wurde am 27. Oktober 1952 in Madrid geboren.
Mit 17 Jahren fing er an bei einer Bank zu arbeiten und verband diese Arbeit jahrelang mit Literatur, seinem Studium an der Universität und seinem heimlichen Engagement in der Kommunistischen Partei Spaniens (PCE), der er 1972 beitrat. Er studierte an der Universität Complutense Madrid Journalismus und schloss 1982 sein Studium ab. Er war ein  Abgeordneter in der konstituierenden Sitzung der ersten Legislaturperiode der Madrider Regionalregierung. Er trat 1995 in die Sozialistische Partei PSOE ein und setzte sich stets für progressive Themen ein.

## Literarischer Werdegang
Sein literarisches Schaffen begann in den frühen 1980er Jahren, als Teil der Rehumanisierungsbewegung, die in der spanischen Poesie nach den kulturalistischen Strömungen der sogenannten „68er Generation“ stattfand. In diesem Jahrzehnt veröffentlichte Manuel Rico Rego seine ersten beiden Gedichtbände Poco importa romper con las alondras (1980) und El vuelo liberado (1986), sowie seinen ersten Roman Mar de octubre (1989) und begann, für verschiedene Literaturzeitschriften zu schreiben.
1990 erhielt er den Preis der Stadt Irún für seinen dritten Gedichtband Papeles inciertos (1991). In diesen Jahren schrieb er für die Tageszeitungen El Mundo, El Independiente und El Sol Artikel über Kultur sowie Rezensionen von Essays und ausländischer Belletristik. Sein zweiter Roman Los filos de la noche (1990) wurde Finalist für den Romanpreis der Madrider Buchmesse. 
1992 veröffentlichte er erneut Gedichte. Aus diesem Jahr stammt El muro transparente. Danach erschienen Quebrada luz (1996), La densidad de los espejos (ausgezeichnet mit dem Premio Hispanoamericano Juan Ramón Jiménez, 1997), Donde nunca hubo ángeles (2003) und De viejas estaciones invernales (2006). Die Anthologie Monólogo del entreacto. 100 poemas (2007) beinhaltet eine große Auswahl seiner poetischen Werke. Für sein Buch Fugitiva ciudad erhielt er 2012 den internationalen Preis „Miguel Hernández de Poesía“. 2015 veröffentlichte er den Gedichtband Los días extraños und die zweisprachige portugiesisch-spanische Anthologie Lugares propicios.
Parallel dazu veröffentlichte er unter anderem die Romane El lento adiós de los tranvías (1992), Una mirada oblicua (1995), La mujer muerta (2000), Los días de Eisenhower (2002) und Trenes en la niebla (Espasa, 2005). Außerdem erhielte er 2009 für Verano (Alianza, 2008) den Preis „Ramón Gómez de la Serna“ und 2015 für Un extraño viajero (Algaida, 2016) den Romanpreis „Logroño“.
Als Essayist veröffentlichte er eine Studie über die Poesie von Manuel Vázquez Montalbán mit dem Titel Memoria, deseo y compasión (Mondadori, 2001) und gab mehrere kritische Ausgaben von Büchern zeitgenössischer Dichter heraus. Zudem ist er Autor der Reisebücher Por la sierra del agua (Gadir, 2007) und Letras viajeras (Gadir, 2016). 
Er war Co-Direktor der EFM-Radiosendung Libromanía, die 1997 mit dem Nationalen Preis für Leseförderung ausgezeichnet wurde. Seit Mai 2015 hat er den Vorsitz des spanischen Schriftstellerverbandes ACE inne (Asociación Colegial de Escritores).
Er schreibt für verschiedene Literaturzeitschriften (Ínsula, Cuadernos Hispanoamericanos, Letra Internacional, Leer, Mercurio) und nahm als Referent und Künstler an Sommerkursen und anderen Aktivitäten verschiedener universitärer Einrichtungen teil, von der Universität Complutense in Madrid bis zur Internationalen Universidad Internacional Menéndez Pelayo in Santander. Seit 1996 arbeitet er als Lyrikkritiker für die Tageszeitung El País.
Seit 1998 leitet er die Gedichtsammlung des  Bartleby Editores-Verlags.

## Preise und Auszeichnungen
- „Premio Ciudad de Irún“ (1990) für spanischen Lyrik mit seinem Werk Papeles inciertos (Kutxa, San Sebastián, 1991).
- „Premio Esquío“ (1996) für spanische Lyrik mit seinem Werk Quebrada luz (Colección Esquío. Ferrol, 1997).
- „Premio Hispanoamericano de Poesía Juan Ramón Jiménez“ (1997), mit seinem Werk La densidad de los espejos (Colección JRJ. Huelva, 1997).
- „Premio Andalucía de Novela“ (2002), mit seinem Werk Los días de Eisenhower (2002).
- „Premio Ramón Gómez de la Serna-Villa de Madrid de narrativa“ (2009), mit seinem Werk Verano (2008).
- „Premio Internacional de Poesía Miguel Hernández“ (2012), mit seinem Werk Fugitiva ciudad (2012).
- „Premio Logroño de Novela“ (2015), mit seinem Werk Un extraño viajero (2016).

## Veröffentlichte Werke

### Lyrik
- Poco importa romper con las alondras (1980). Endymion. Madrid.
- El vuelo liberado (1986). Endymion. Madrid.
- Papeles inciertos (1991). Kutxa. San Sebastián.
- El muro transparente (1992). Libertarias. Madrid.
- Quebrada luz (1997). Esquío. Ferrol.
- La densidad de los espejos (1997). Col. JRJ. Huelva.
- Donde nunca hubo ángeles (2003). Visor. Madrid.
- De viejas estaciones invernales (2006). Igitur. Tarragona.
- Monólogo del entreacto. Cien poemas. 1982-2007 (2007). Antologie. Hiperión.
- Versiones del invierno (2007). Antologie. Cajasur. Córdoba.
- Fugitiva ciudad (2012). Hiperión. Madrid.
- Los días extraños (2015). Valparaíso. Granada.

### Erzählungen
- Mar de octubre (1989). Fundamentos. Madrid.
- Los filos de la noche (1990). Fundamentos. Madrid.
- El lento adiós de los tranvías (1992). Mondadori. Madrid.
- Una mirada oblicua (1995). Planeta. Barcelona.
- La mujer muerta (2000). Espasa Calpe, Madrid (Neue, überarbeitete Ausgabe Rey Lear. Madrid, 2010).
- Los días de Eisenhower (2002). Alfaguara. Madrid.
- Trenes en la niebla (2005). Espasa Calpe. Madrid.
- Por la sierra del agua (2007). Gadir. Madrid.
- Verano (2008). Alianza Editorial. Madrid.
- Espejo y tinta (2008). Bruguera. Barcelona.
- Un extraño viajero (2016). Algaida. Sevilla.

### Abhandlungen
- Diego Jesús Jiménez: capacidad visionaria y meditativa del lenguaje (1996). Pliegos de la correría. Cuenca
- Memoria, deseo y compasión: Una aproximación a la poesía de Manuel Vázquez Montalbán (2001). Mondadori. Barcelona
- Letras viajeras (2016). Gadir. Madrid

### Kritische Ausgaben und Werke über andere Autoren
- Grande, Félix (1998): Blanco Spirituals / Las rubáiyátas de Horacio Martín. Cátedra. Madrid
- Navales, Ana María (1999): Cuentos de las dos orillas. Zaragoza
- Vorläufige Studie zu Jiménez, Diego Jesús (2000): Iluminación de los sentidos (Antologie). Hiperión. Madrid
- Vázquez Montalbán, Manuel (2001): Praga / Una educación sentimental. Cátedra. Madrid
- Vorläufige Studie zu Egea, Javier (2011): Vorläufige Studie zu Poesía completa (Erster Band I). Bartleby. Madrid

## Bibliografie zu seinem Werk

### Allgemeine Studien
- García Jambrina, Luis (1993): Palabras para tres voces de hoy. En La ceremonia de la diversidad. II Semana poética de Cuenca. UIMP. Cuenca.
- García Ortega, Adolfo: 12. März 1987 „Poesía española actual. Islas en el mar de la mediocridad“. El País. Libros. Madrid.
- Lanz, Juan José (1993): „La poesía española después de los novísimos: un panorama y algunos nombres“. En La ceremonia de la diversidad. III Semana poética de Cuenca. UIMP. Cuenca.
- Morales Villena, Gregorio (1987): „Lírica de los 80. Una poesía narrativa“. Zeitschrift Leer. N.º 9. Madrid.
- Sanz, Marta (2007): Metalingüísticos y sentimentales. Antología de la poesía española (1996-2000). Cincuenta poetas hacia el nuevo siglo. Biblioteca Nueva, Madrid.
- Rico, Francisco; Villanueva, Dario et al. (1992): „Los nuevos nombres: 1975-1990“, Tomo IX de Historia y crítica de la literatura española, von Francisco Rico. Editorial Crítica. Barcelona.

### Rezensionen
- 17. Mai 1991 Con rumbo al azar. Ángel Antonio Herrera. Los Libros de El Sol. Madrid.
- 8. Juni 1991 Papeles inciertos. Florencio Martínez Ruiz. ABC Literario. Madrid.
- 15. August 1991 Un vuelo incierto. Jordi Virallonga. El Independiente. Madrid.
- 6. Februar 1993 Experiencia y conciencia. Federico Arbós. El Mundo. Madrid.
- 1993 Quien recuerda se conoce. Luis García Jambrina. Revista Turia, n.º 24-25. Teruel.
- Oktober 1997 Lucidez de la memoria. Salustiano Martín. Reseña, n.º 289. Madrid.
- 18. Oktober 1997 La cicatriz. Antonio Garrido. Diario Sur. Málaga.1. November 1997 Los espejos y el tiempo. Manuel Vázquez Montalbán. El País. Madrid.
- 1997 Apariencia de vida. Manuel López Azorín. Turia, n.º 242. Teruel.Mai
- 1997 Equilibrio y distancia. Carmen Pallarés. Reseña, nª 285. Madrid.
- 9. Juli 1998 La densidad de los espejos. Juan Manuel González. Diario Córdoba.
- 5. Februar 2004 Ángeles de retorno. Antonio Luis Ginés. Diario Córdoba.
- 21. Februar 2004 Revelación y memoria. Luis García Jambrina. Blanco y Negro Cultural. ABC. MADRID.
- 19. April 2004 Donde nunca hubo ángeles. Francisco Díaz de Castro. El Cultural. Madrid.
- 22. Mai 2004 El arte de la memoria. A. Luis Prieto de Paula. Diario El País. Madrid.
- 2004 Donde nunca hubo ángeles. José Ángel Cilleruelo. Revista El Ciervo. Barcelona.
- 21. Dezember 2006 De viejas estaciones invernales. Francisco Díaz de Castro. El Cultural. Madrid.